# Wapen van Limbricht

Wapen van Limbricht

Het wapen van Limbricht werd op 21 juli 1949 per Koninklijk Besluit aan de Nederlands Limburgse gemeente Limbricht verleend. De gemeente werd op 1 januari 1982 opgeheven, om op te gaan in de gemeente Sittard, waarna het wapen is komen te vervallen. Het wapen komt in de schildvoet van het wapen van Sittard terug.

## Blazoenering
De blazoenering van het wapen luidt als volgt:
Van keel met drie gouden kepers. Het schild geplaatst op een dubbele adelaar van sabel, gebekt en gepoot van goud, getongd van keel.
Het wapen is rood van kleur met daarop drie rode kepers. Achter het schild een dubbelkoppige adelaar. Deze is zwart van kleur met gouden snavel en poten. De tong is rood van kleur.

## Geschiedenis
De dubbelkoppige adelaar duidt aan dat Limbricht een rijksheerlijkheid was. Het wapen is overgenomen van het wapen van de eerste heren van de heerlijkheid, Christiaan van Limbricht zegelde in 1288 met zijn persoonlijke wapen bestaande uit drie kepers. Het wapen van Elsloo vertoont ook een schild met drie kepers, dit kan er op wijzen dat de heren van Elsloo en Limbricht aan elkaar verwant waren. In 1686 zegelde de schepenbank van Limbricht met een wapen met drie kepers, dit is tevens het oudste bekende zegel van Limbricht. Na de opheffing van de gemeente Limbricht zijn de drie kepers in het nieuwe wapen van Sittard opgenomen.

## Overeenkomstige wapens

Het wapen van Sittard
Het wapen van Elsloo
Elsloo uit het Wapenboek Beyeren